# Kentucky Fried Chicken
KFC Corporation, nota con il nome commerciale di KFC (sigla del nome storico Kentucky Fried Chicken, lett. "pollo fritto del Kentucky"), è una catena statunitense di ristorazione veloce specializzata nel pollo fritto. Avente sede a Louisville, Kentucky, è la seconda catena di ristoranti più grande al mondo per vendite dopo McDonald's, contando oltre 30000 locali in 150 paesi all'aprile 2024. La catena è una controllata di Yum! Brands, l'azienda di ristorazione che possiede anche le catene Pizza Hut e Taco Bell.
Fondata negli anni 1960 dal colonnello Harland Sanders, il suo principale prodotto sono pezzi di pollo fritti a pressione aromatizzati con la ricetta originale composta in base alle dichiarazioni dell'azienda da 11 erbe e spezie. La sola cosa che viene indicata dal creatore della catena e della ricetta è l'aver utilizzato "una pala per scavare un tunnel nella farina ed avere precedentemente mescolato le erbe e gli aromi".

## Storia

Diffusione a livello mondiale di KFC (settembre 2018)

Nato e cresciuto subito fuori Henryville, in Indiana, il 9 settembre 1890, Harland Sanders intraprese in gioventù diverse professioni: manovale in una fattoria, tranviere, soldato dell'esercito a Cuba, aiutante di fabbro ferraio, assicuratore, avvocato e operatore di stazione di servizio per la Standard Oil.
Nel mezzo della Grande depressione, nel 1930, aprì il suo primo ristorante in una stazione di rifornimento Shell a Corbin, in Kentucky. Sanders era benzinaio, capocuoco e cassiere e chiamò la zona pranzo “Sanders Court & Café”.
Questa ebbe un successo tale che nel 1936 il Governatore del Kentucky Ruby Laffoon concesse a Sanders il titolo di Colonnello del Kentucky come riconoscimento del suo contributo alla cucina dello Stato. L'anno seguente The Sanders Court & Café ampliò il ristorante fino a 142 posti a sedere e aggiunse un motel sulla strada. Nel 1939 la Sanders Court & Café appare per la prima volta nella rivista di cucina “Adventures in Good Eating” di Duncan Hines. Quell'anno un incendio distrusse la Sanders Court & Café, che fu immediatamente ricostruita e riaperta.
La prima ricetta di pollo fritto prevedeva una cottura di trenta minuti in una casseruola di ferro, operazione troppo lunga per un fast food. In seguito Sanders modificò il processo di cottura per il suo pollo utilizzando una frittura a pressione, riducendo sensibilmente il tempo di cottura. Nel 1940 Sanders elaborò quella che è conosciuta come la sua ricetta originale (il manoscritto originale è conservato presso la sede della KFC a Louisville, in Kentucky e sorvegliato strettamente). Nel 1949 Sanders sposò Claudia Price.
La Sanders Court & Café generalmente serviva viaggiatori, spesso quelli diretti in Florida, così quando negli anni cinquanta fu progettata la strada che sarebbe diventata la Interstate 75 aggirando Corbin, Sanders vendette le sue proprietà. Il giorno stesso ricevette il suo primo assegno di indennità di disoccupazione di $105. Dopo aver pagato i suoi debiti era virtualmente in bancarotta. Nel 1952 cominciò a viaggiare città per città lungo gli Stati Uniti a vendere il suo pollo ai proprietari di ristoranti. Il primo a stipulare un contratto franchise con il Colonnello fu nel 1952 Pete Barman a Salt Lake City, in Utah. 
KFC ottenne un grande successo nazionale negli Stati Uniti grazie soprattutto alla popolazione nera americana, che secondo varie statistiche apprezzerebbe di più il pollo fritto rispetto ai bianchi, di conseguenza essi costituiscono la maggior parte delle clientele di KFC nel Paese.
Il contratto prevedeva il pagamento di un nichelino (5 centesimi) a Sanders per ogni pollo venduto. Nel 1964 il Kentucky Fried Chicken era già stato venduto in oltre 600 punti di vendita franchising sia negli Stati Uniti sia in Canada, e nel primo ristorante oltremare in Inghilterra. Quell'anno Sanders vendette tutti i suoi interessi nella compagnia per due milioni di dollari a un gruppo di investitori capitanati da John Y. Brown Jr., futuro governatore del Kentucky. Il Colonnello rimase uno dei frontman della compagnia. Nel 1966 la Kentucky Fried Chicken Corporation diventò una società ad azionario diffuso e tre anni dopo fu inserita nel listino della borsa di New York. Più di 3500 franchise e ristoranti di proprietà fanno parte di un'operazione globale quando Heublein Inc. acquista la KFC Corporation nel 1971. Il 16 dicembre 1980 il Colonnello Harland Sanders, a cui sei mesi prima era stata diagnosticata la leucemia, muore di polmonite.
KFC avrà un enorme successo tra le popolazioni nere, che costituiscono la maggior parte dei clienti di KFC. I neri affezionano la carne di pollo, in particolare al pollo fritto, per il quale hanno un forte apprezzamento culinario, anche più dei bianchi, sia negli Stati Uniti che tra le popolazioni nere dei Paesi europei.
Nel 1982 la Kentucky Fried Chicken divenne una sussidiaria della R.J. Reynolds Industries, Inc. (ora RJR Nabisco) quando la Heublein, Inc. fu acquisita da Reynolds. Nel 1986 la PepsiCo acquista KFC dalla RJR Nabisco. Nel 1997 la PepsiCo annuncia lo scorporo dei suoi ristoranti fast food – KFC, Taco Bell e Pizza Hut – nella Tricon Global Restaurants Inc., la più grande compagnia di ristoranti a livello mondiale, che nel 2002 cambia nome in Yum! Brands, Inc. (comprendente anche i marchi, poi ceduti A&W Restaurants e Long John Silver's).
Oggi Yum! Brands con i suoi 3 marchi KFC, Taco Bell e Pizza Hut è la prima catena di ristorazione al mondo con oltre 40 000 ristoranti in oltre 130 paesi.
La catena KFC è una delle più grandi catene di fast food del mondo, diffusa in più di 115 paesi, in circa 18 000 ristoranti. Tra le catene che fanno del pollo il loro prodotto principale è di gran lunga la più grande del pianeta (staccando nettamente la Popeyes Louisiana Kitchen, seconda azienda mondiale del settore). Ogni giorno circa 8 milioni di persone mangiano in uno di questi ristoranti.

### KFC in Italia
In Italia un ristorante era stato aperto negli anni settanta a Napoli, ma chiuse dopo poco tempo. Fino all'estate del 2014, a rappresentare KFC in Italia sono stati solo quello della Naval Air Station Sigonella in Sicilia e quello presso il US Navy Support Site di Gricignano in Campania, ma per lungo tempo sono stati accessibili solo ai militari e agli addetti ai lavori. In seguito questi due KFC italiani furono aperti anche al pubblico civile (sebbene fosse comunque necessario avere il permesso per l'entrata nella base), tuttavia alla fine del 2014 il ristorante KFC di Sigonella ha chiuso i battenti.
Sempre nel 2014, KFC lancia il suo sito internet italiano e annuncia il ritorno ufficiale della catena in Italia: le prime due aperture sono state nei due centri commerciali di Roma (RomaEst) il 21 novembre 2014 e Torino (8 Gallery) il 27 novembre 2014.
Tutti i ristoranti della catena ricevono la miscela di erbe e spezie dalla McCormick & Company. Quest'ultima conosce solo la seconda metà della composizione della miscela, dato che riceve la prima metà degli aromi già miscelati dai Griffith Laboratories.

## Critiche
Sin dagli inizi del XXI secolo, KFC è stata criticata da più enti ed istituzioni a seguito del trattamento cui sarebbero sottoposti i suoi polli e per alcune connessioni con l'obesità dei suoi clienti. Parte di queste critiche sono reperibili nel libro "Fast Food Nation" di Eric Schlosser, ma anche nel documentario Super Size Me (2004) di Morgan Spurlock.
Gruppi di difesa dei diritti degli animali hanno dichiarato guerra a KFC in molte parti del mondo, per le sospette crudeltà nel trattamento nei confronti dei polli prima della loro macellazione.
Alcune organizzazioni internazionali, tra le quali PETA, hanno sollevato richieste all'azienda affinché modifichi le modalità di allevamento e macellazione passando a una politica di rispetto nei confronti del pollame. Un'eccezione positiva è però data da KFC Canada, che ha firmato l'impegno di acquistare i polli unicamente da fornitori "animal friendly".
Nel 2006, Greenpeace ha accusato KFC Europe di acquistare la soia per il mangime dei suoi polli da Cargill, una famosa multinazionale statunitense che si rende responsabile del disboscamento della foresta amazzonica per coltivare i propri raccolti.
Sempre Greenpeace ha nuovamente accusato KFC nel maggio del 2012 asserendo che l'azienda utilizzi, per gli imballaggi dei propri prodotti, della carta proveniente da alberi dalla foresta pluviale indonesiana. Per avvalorare maggiormente la propria tesi, Greenpeace ha fatto analizzare ad una azienda indipendente numerosi imballaggi di KFC: i risultati dei test hanno mostrato come alcuni cestini e fogli da vassoio di KFC contengano circa il 50% di carta proveniente da legni della foresta pluviale indonesiana, trattata e commercializzata dalla multinazionale Asia Pulp & Paper (APP) con sede a Jakarta.
Anche la famosa attrice Pamela Anderson ha partecipato a questa campagna di sensibilizzazione realizzando uno spot.

## Influenze nella cultura di massa
- Nel video Disco Lies di Moby sono presenti chiari riferimenti alla catena di fast food e alle critiche ad essa rivolte[14].
- Il chitarrista statunitense Buckethead è solito indossare un secchiello del KFC come cappello.
- Nel videogioco Crazy Taxi (per Dreamcast) la catena KFC insieme a Pizza Hut, appare come punto di destinazione del cliente.
- Nel videogioco Battlefield 4 è presente nella mappa multigiocatori "Assedio a Shangai" un easter egg che fa chiaro riferimento alla catena di ristorazione KFC.
- Nel videogioco Escape from Tarkov è presente, nella mappa Interchange, un ristorante di nome FKC, in riferimento alla catena KFC; l'insegna è scritta inoltre con il medesimo font del logo ufficiale di KFC.
- La mappa Interchange è fedelmente basata sul Centro commerciale MEGA di San Pietroburgo, nel quale è presente proprio un ristorante KFC.
- La catena appare anche in South Park: è il fast food preferito di Eric Cartman nell'episodio Medical Fried Chicken.
- Nel film The Blind Side, con cui Sandra Bullock ha vinto il premio Oscar come migliore attrice, mentre la famiglia Tuohy si trova in macchina per andare a cena fuori, il piccolo S.J. elenca a Big Mike alcuni dei fast-food di proprietà del signor Tuohy, annoverando il KFC.
- Nel film Barry Seal - Una storia americana, durante una discussione tra Barry Seal e sua moglie riguardo quale fosse il suo vero lavoro, lei incinta di sei mesi lo minaccia di tornare a lavorare al KFC pur di poter provvedere al mantenimento della famiglia.
- Nel film Green Book, vincitore di 3 premi oscar, durante il loro passaggio nel Kentucky, un entusiasta Tony Lip si rallegra alla visione del KFC e, comprato un cestello di pollo fritto, riesce a convincere Don Shirley ad abbandonare i suoi modi educati e a mangiare con le mani qualche pezzo di pollo sul sedile posteriore dell'auto su cui viaggiano.
- Il colonnello Sanders appare come personaggio nel libro Kafka sulla spiaggia di Haruki Murakami.
- Nel film del 1983 "Superman III" si vede chiaramente inquadrata dalla camera, una shopper della famosa catena di fast food, nella scena dove Richard Pryor visibilmente ubriaco apre per sbaglio la porta di uno sgabuzzino credendo sia quella della sala dei computer.
- La popstar Michael Jackson pare fosse grande fan del fast food, arrivando a cibarsi solo del KFC per lunghi periodi di tempo.
- Nella serie tv Shameless in più episodi i protagonisti consumano pollo KFC dall’iconico secchio rosso e bianco.
- La catena è citata nel satirico Slok (1973), opera prima del regista John Landis
- Allusione ricorrente nella commedia fantascientifica Balle spaziali (1987), nel personaggio del Colonnello Sandurz, riferimento al collegio militare britannico e al fondatore Sanders.

## Galleria d'immagini

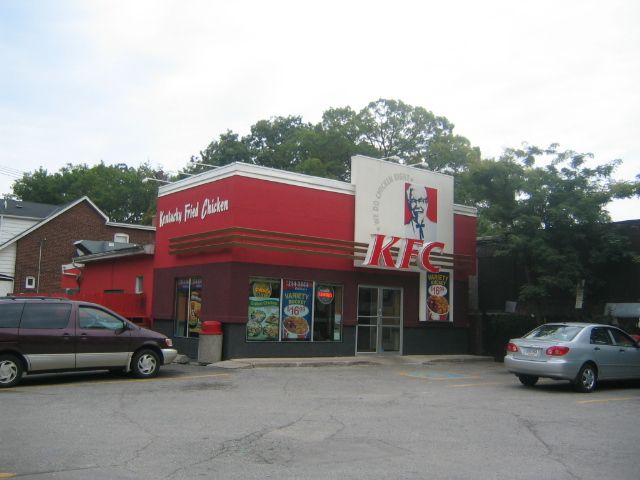
Toronto, Canada
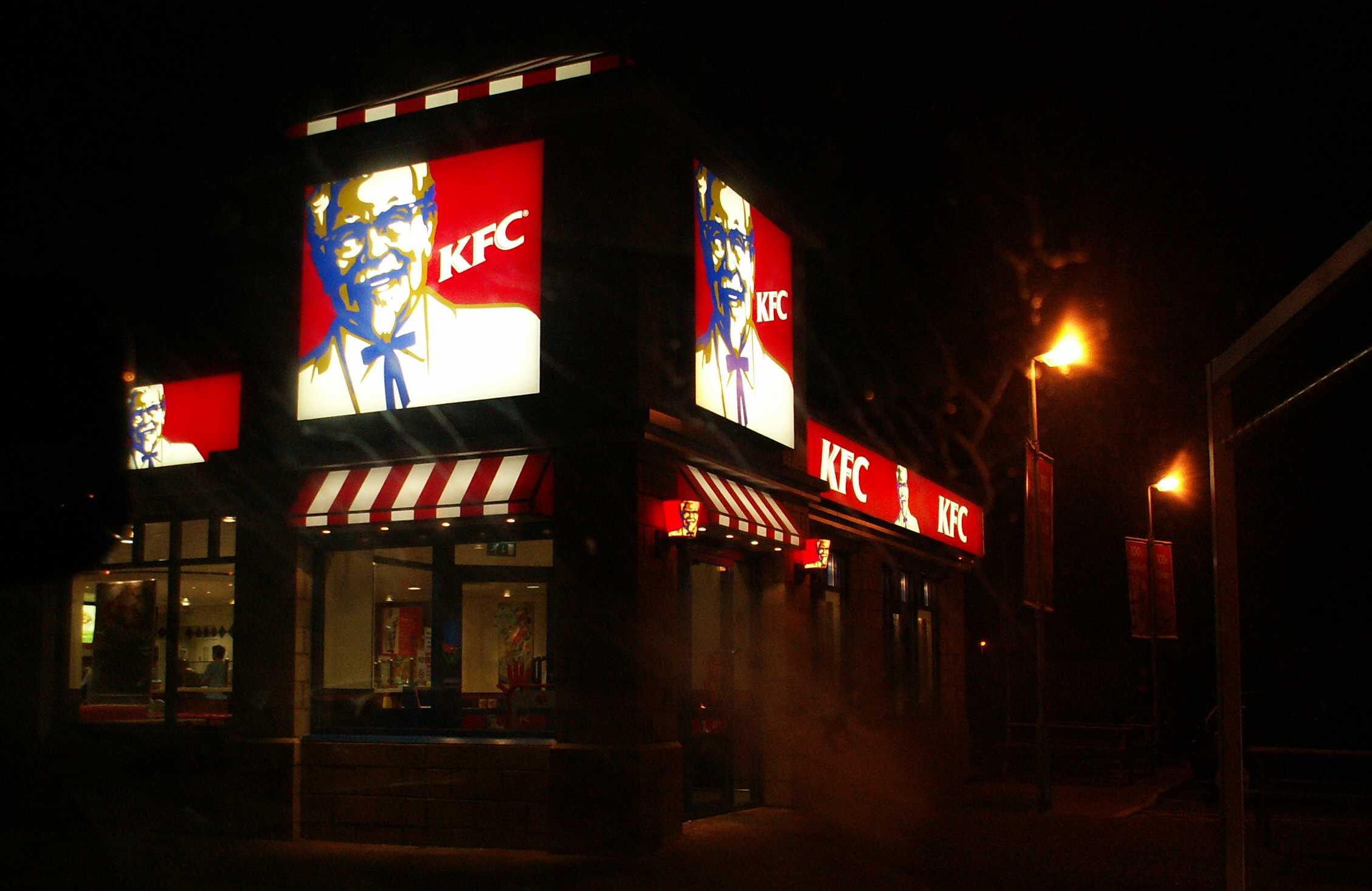
Dundee, Scozia
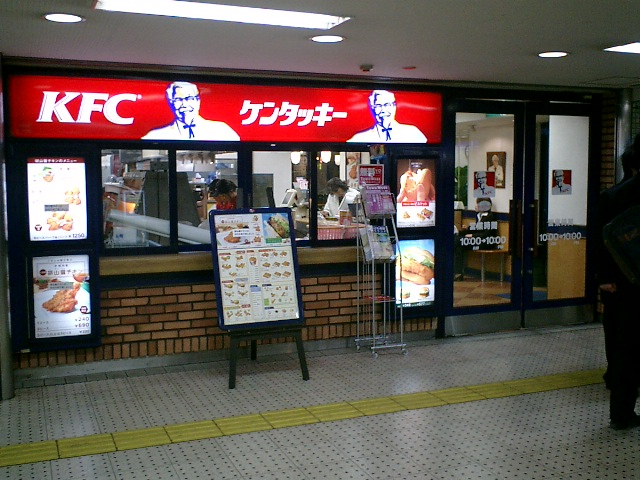
Osaka, Giappone
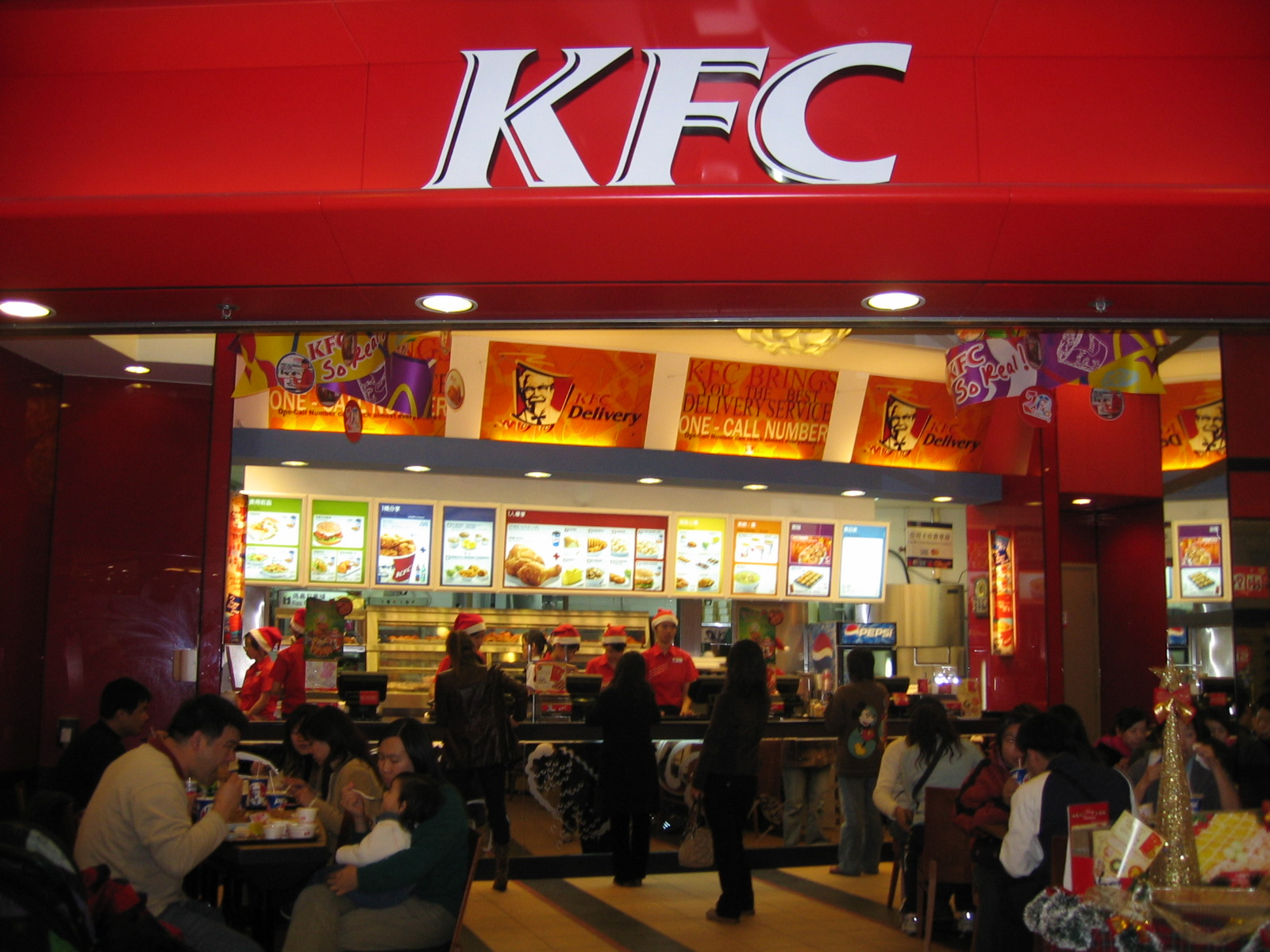
Hong Kong, Cina
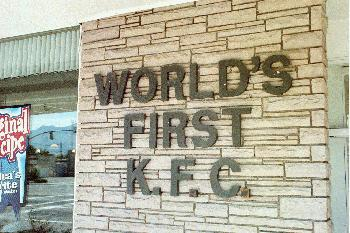
Il primo KFC a Salt Lake City, USA
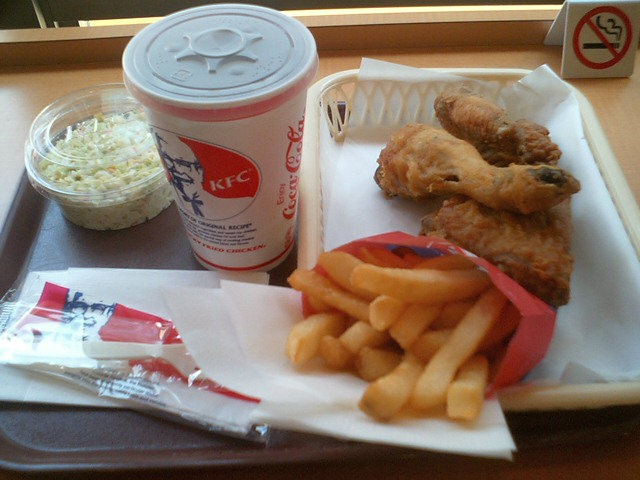
Un menù di KFC
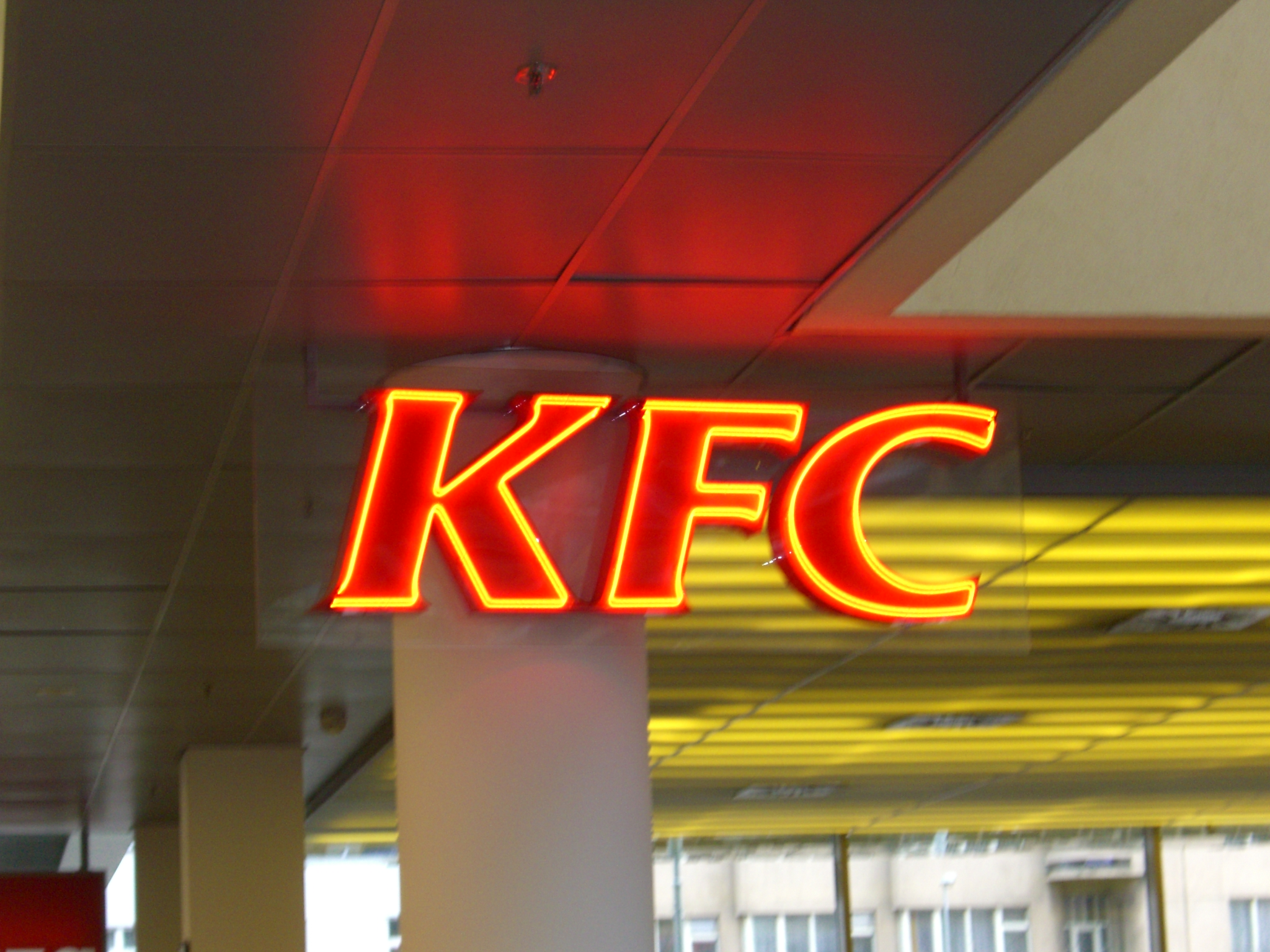
Insegna di un KFC di Praga